# Takanawadai (metropolitana di Tokyo)
Takanawadai (高輪台駅?, Takanawadai-eki) è una stazione della metropolitana di Tokyo che si trova a Minato. La stazione è servita sia dalla linea Asakusa della Toei e serve l'area commerciale di Shirokanedai. Nelle vicinanze si trovano l'Università Meiji Gakuin e la Camera dei rappresentanti

## Struttura
La stazione è dotata di una piattaforma a isola con due binari sotterranei.
| 1 | Linea Asakusa | per Nishi-Magome, Aeroporto Haneda e Misakiguchi            |
| 2 | Linea Asakusa | per Nihombashi, Oshiage, Aeroporto Narita e Imba Nihon-idai |

## Stazioni adiacenti
| «             | Servizio      | »             |
| Linea Asakusa | Linea Asakusa | Linea Asakusa |
| ------------- | ------------- | ------------- |
| Gotanda       | -             | Sengakuji     |